# Noctua fumata
Noctua fumata är en fjärilsart som beskrevs av Edward Alfred Cockayne 1946. Noctua fumata ingår i släktet Noctua och familjen nattflyn. Inga underarter finns listade i Catalogue of Life.